# Cap de Terme (Toralla)
Cap de Terme és un indret del terme municipal de Conca de Dalt, a l'antic terme de Toralla i Serradell, en territori del poble de Toralla.
Està situat a llevant de Toralla i al nord-est de Mascarell, en el serrat que separa les valls de Toralla i de Serradell. És al sud-est del cim de Saviner i a migdia del Clot de Matavaques, al sud de la Gargalla i de lo Tossalet, i al nord-oest del Bosc de la Granja de Mascarell. Té just al nord la partida de lo Batllet i a migdia la de la Sort.